# Río Neman
El río Niemen (en ruso: Неман; en bielorruso: Нёман; en lituano, en lituano: Nemunas; en polaco: Niemen; en alemán: Niemen; y en sueco: Njemen) es un destacado río de la parte nororiental de Europa que discurre por Bielorrusia, Lituania y en su tramo final, forma la frontera entre Lituania y Rusia (con el exclave de Kaliningrado).
Tiene una longitud de 937 km, de los que 109 km son frontera ruso-lituana y 17 km frontera lituano-bielorrusa. Drena una cuenca de 98 200 km², de los que 34 610 km² están en  Bielorrusia, 46 695 km² en Lituania y 16 895 km² en Rusia.

## Geografía
Es el decimocuarto río en longitud de toda Europa con 937 km, el más largo de Lituania y el tercero de Bielorrusia. Sus aguas son tranquilas, con una velocidad media de uno a dos metros por segundo, y con una profundidad máxima de cinco metros. Sus mayores afluentes son los ríos Neris, con 510 kilómetros, Ščiara, con 325 kilómetros, y Šešupė, con una longitud de 298 kilómetros. Proporciona grandes recursos a las comunicaciones de los países que atraviesa, siendo la navegación muy activa en verano.
El río Neman nace en el raión de Uzdá, en la provincia de Minsk, y allí se le agregan algunos afluentes, haciéndose navegable; pasa luego por Alytus y luego por Kaunas. Pasa por Smalininkai, sigue su curso de este a oeste recibiendo dos afluentes, que son el Šešupė y el Jūra. Baña la ciudad de Tilsit (ahora Sovietsk en ruso). Desemboca en el mar Báltico cerca de Klaipėda, en la Laguna de Curlandia. Forma un delta en la desembocadura, cuando se divide en un laberinto de ramales y canales mezclándose con pólderes y humedales que hacen del Delta del Nemunas un destino atractivo para el ecoturismo. Los cuatro principales ramales son Atmata, Pakalnė, Skirvytė y Gilija. El río tiene un papel crucial en el ecosistema de la Laguna de Curonia. Proporciona la principal fuente de agua en la laguna y mantiene el agua casi dulce. Esto permite que vivan allí animales de agua dulce y de agua mixta. Conforme se expande el delta del Neman, la laguna se hunde. Puesto que el delta se encuentra en Lituania, a menudo se le llama Delta del Nemunas. Allí se creó un parque regional en el año 1992.

## Historia
Debe este río cierta celebridad histórica a una entrevista que el 25 de junio de 1807 tuvieron en una balsa en el medio del río los dos emperadores Napoleón y Alejandro I, a los que se unió después el rey de Prusia Federico Guillermo III; dicha entrevista sirvió de preliminar para la Paz de Tilsit.